# Bruce Nauman

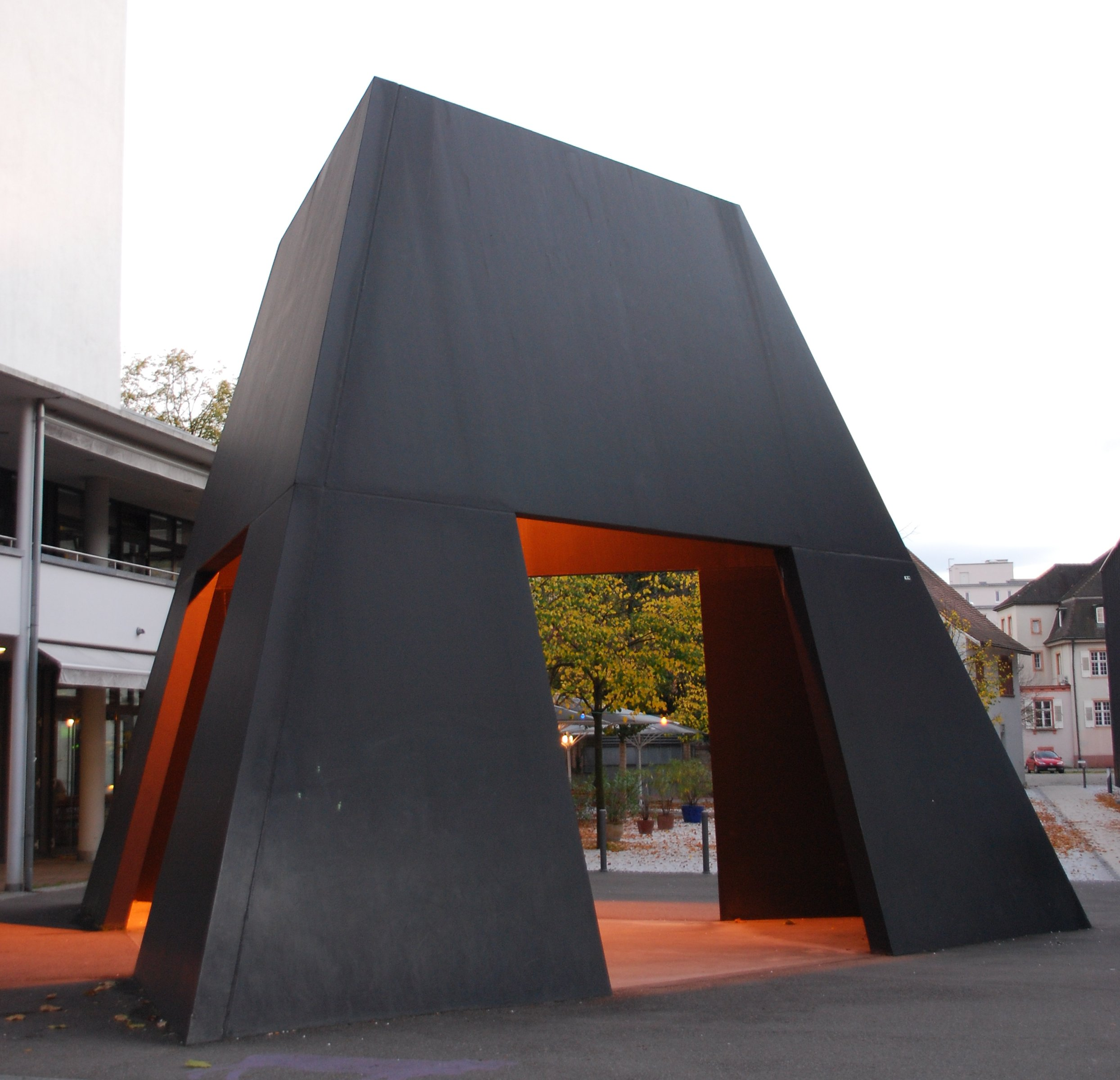
Bruce Nauman, Truncated Pyramid Room. Lörrach, Niemcy, 2005

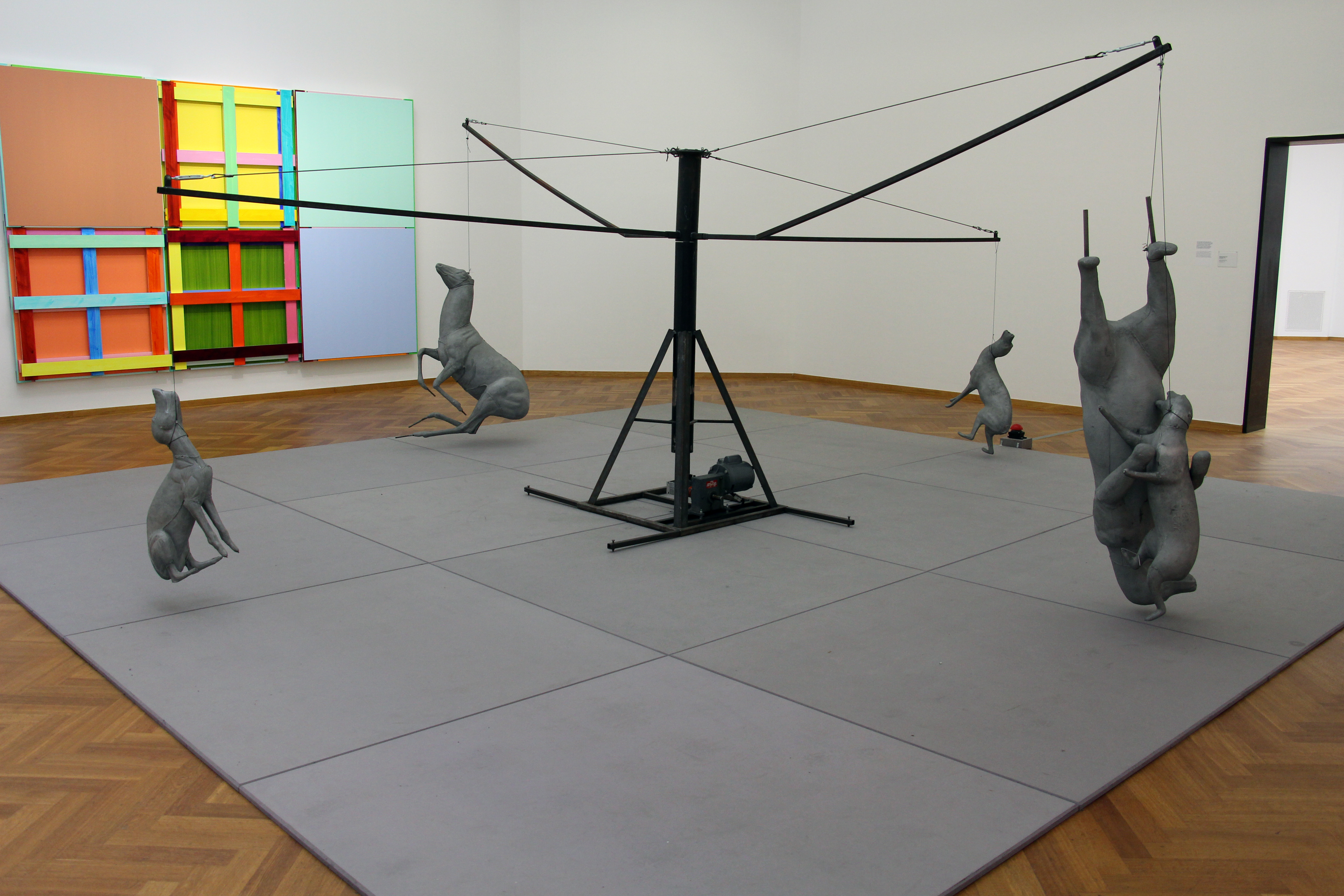
Karuzela (1988)

Bruce Nauman (ur. 6 grudnia 1941 w Fort Wayne) – jeden z najważniejszych artystów sztuki konceptualnej w Stanach Zjednoczonych.
Mieszka w Galisteo w Nowym Meksyku. Posługuje się takimi formami sztuki jak rzeźba, Wideo, instalacja, grafika, performance, fotografia i film (szczególnie lata 1967–1970) i rysunek. Studiował matematykę i fizykę na Uniwersytecie Wisconsin w Madison oraz sztukę z Williamem T. Wileyem i Robertem Arnesonem na Uniwersytecie Kalifornijskim. W 1966 roku, w The Nicholas Wilder Gallery, w Los Angeles, miał pierwszą wystawę indywidualną. Artysta czerpie inspirację z czynności, mowy i materiałów codziennego życia. Ma przy tym prostą receptę na swoje realizacje: "Jeżeli byłem artystą i byłem w pracowni, to cokolwiek w niej robiłem musiało być sztuką".

## Wyróżnienia
W 1993 otrzymał izraelską nagrodę Wolfa w dziedzinie sztuki za wybitną pracę rzeźbiarza i jego niezwykłe wsparcie dla sztuki XX wieku.
W 1999 otrzymał Złotego Lwa na Weneckim Biennale. W 2004 stworzył pracę "Tworzywa" (Raw Materials) specjalnie do projekcji w Tate Modern. Portal Artfacts.net określił Naumana najważniejszym wśród żyjących artystów, zaraz za Gerhardem Richterem i Robertem Rauschenbergiem.
25 stycznia 2008 US Bureau of Educational and Cultural Affairs (ECA) ogłosiła wybór Bruce’a Naumana na reprezentanta Ameryki na Weneckim Biennale w 2009.

## Prace
- Laair (1970) – książka artysty w miękkiej oprawie, prezentowane tylko 10 kolorowych ilustracji [zdjęcia] miasta Los Angeles na tle nieba. Bez tekstu.
- Tortury Klauna (Clown Torture 1987) Cztery kolorowe monitory, cztery głośniki, cztery wideo odtwarzacze, cztery kasety wideo, różne rozmiary. Na kolejnych wideo: ciągle krzyczący "Nie" klaun. Klaun opowiadający irytujące kawały dla dzieci. Klaun i akwarium ze złotą rybką. Klaun siedzący na publicznej toalecie.
- Vices and Virtues (1988) Czołówka laboratorium strukturalnych systemów Charlesa Lee Powella na kampusie Uniwersytetu w Californi, San Diego, część kolekcji Stuart przestrzeni publicznej. Stworzył napis, neony po 7 metrów wysokości: ZAUFANIE/ŻĄDZA NADZIEJA/ZAZDROŚĆ ŻYCZLIWOŚĆ/GNUŚNOŚĆ ROZWAGĘ/PYCHĘ SPRAWIEDLIWOŚĆ/CHCIWOŚĆ POWŚCIĄGLIWOŚĆ/OBŻARSTWO oraz MĘSTWO/GNIEW
- Prawdziwy artysta pomaga światu odkrywać mistyczne prawdy (The True Artist Helps the World by Revealing Mystic Truths) – spiralny neon podpisany tym sloganem.
- Setting a Good Corner
- World Peace – 5 projekcji czterech kobiet i mężczyzn każdy symultanicznie mówi o pokoju na świecie.
- Henry Moore bound to fail, back view (1967) w 2001, praca została sprzedana za 9 milionów dolarów, na aukcji. To najwyższa kwota zapłacona za prace Naumana.